# Henckelia bakoensis
Henckelia bakoensis är en tvåhjärtbladig växtart som först beskrevs av Brian Laurence Burtt, och fick sitt nu gällande namn av Brian Laurence Burtt. Henckelia bakoensis ingår i släktet Henckelia och familjen Gesneriaceae.

## Underarter
Arten delas in i följande underarter:
- H. b. bakoensis
- H. b. tenuior